# Kiotó prefektúra
Kiotó prefektúra (京都府; Kjóto-fu; Hepburn: Kyōto-fu) egyike Japán 47 prefektúrájának. Területe 4613 négyzetkilométer, népessége 2 543 000 fő volt 2012-ben, népsűrűsége ez alapján 551,27 fő/négyzetkilométer. Székhelye Kiotó városa, ahol a prefektúra lakosságának többsége, 1 474 000 fő (kb. 58%) él. 

## Fekvés és földrajz
Kiotó Honsú szigetén található. Földrajzilag Kiotó a Tamba-magasföld keleti részében, egy a Jamasiro-medence részét képező völgyben fekszik, melyet a tengerszint feletti 1000 méter magasságot meghaladó Higasijama, Kitajama és a Nisijama hegy határol.

## Népesség
| Lakosok száma | 846 761 | 1 197 473 | 1 552 832 | 1 729 993 | 1 935 161 | 2 250 087 | 2 586 574 | 2 629 592 | 2 636 092 | 2 563 192 |
|               | 1885    | 1910      | 1930      | 1940      | 1955      | 1970      | 1985      | 1995      | 2010      | 2021      |